# Moumouni Dagano
Moumouni Dagano (Ouagadougou, 1º de janeiro de 1981) é um ex-futebolista burquinense que atuava como atacante.

## Carreira
Moumouni Dagano serviu a seleção nacional de Burkina Faso por 15 anos, sendo o maior artilheiro de sua seleção, com 34 gols marcados. Seu resultado mais expressivo pela seleção foi o vice-campeonato do Campeonato Africano das Nações em 2013.

## Títulos
Genk
- Campeonato Belga: 2001–02

FC Sochaux-Montbéliard
- Copa da França: 2006–07

Al Duhail
- Qatar Stars League: 2011–12

Burkina Faso
- Campeonato Africano das Nações: 2013 - 2º Lugar.